# Марк Кассий Аполлинар
Марк Кассий Аполлинар (лат. Marcus Cassius Apollinaris) — римский политический второй половины II века.
О происхождении Аполлинара нет никаких сведений. В 150 году он занимал должность консула-суффекта вместе с Марком Петронием Мамертином. В 154—157 годах Аполлинар находился на посту наместника Сирии. Об этом известно из весьма лаконичной надписи, обнаруженной в Библе. Больше о нём ничего неизвестно.